# TVNorge
TVNorge, también conocido como TVN, es un canal de televisión privado nacional de Noruega, que pertenece a Warner Bros. Discovery. Sus emisiones comenzaron el 5 de diciembre de 1988, y fue el primer canal privado noruego que se financiaba solo con publicidad. Su programación es semigeneralista, basada en el entretenimiento y ficción, y no cuenta con espacios informativos.
Aunque al principio solo podía emitir por satélite, el canal firmó acuerdos con operadores locales para conseguir frecuencias analógicas. Actualmente, el canal está disponible para todo el país a través de la televisión digital terrestre.

## Historia
El nacimiento en 1987 de la televisión por satélite TV3, primer canal privado escandinavo, hizo que surgieran iniciativas privadas en otros países de la zona. En ese sentido, el 5 de diciembre de 1988 se puso en marcha TVNorge, el primer canal privado de Noruega financiado solo con publicidad.
En sus primeros años, TVNorge emitía solo a través del cable y satélite, porque existía un monopolio de la televisión pública NRK. Sin embargo, el nacimiento de TV2 en 1992 propició un aumento de la cobertura de TVNorge. Así, el canal llegó a acuerdos con televisiones locales para que emitieran su programación, a cambio de ceder algunos espacios para desconexiones regionales. El Gobierno noruego aceptó esos acuerdos, que se mantuvieron hasta el apagón analógico.
En 1997, el canal privado TV2 se hizo con el 49% de las acciones de TVNorge, que revendió al grupo SBS Broadcasting Group en 2004. Tres años después, SBS fue adquirida por la empresa alemana ProSiebenSat.1, que se convirtió en propietaria de la empresa. En 2009, TVNorge anunció un cambio de programación para convertirse en una televisión de entretenimiento, por lo que renunciaba a sus servicios informativos. Un año después, el apagón analógico hizo que TVNorge pudiera verse en todo el país a través de la televisión digital terrestre como canal de pago, y en abierto a través del cable y satélite. El canal emite contenidos en alta definición desde el 3 de octubre de 2008.
En 2012 TVNorge fue vendido al grupo multinacional Discovery Communications.